# Nizozemská hymna
Hymna Nizozemska a Nizozemského království je píseň
Wilhelmus van Nassouwe (česky Vilém Nasavský). Pochází nejméně z roku 1572, což z ní činí nejstarší národní hymnu, která se dnes používá, za předpokladu, že je definována jako skládající se jak z melodie, tak z textu. Ačkoli „Wilhelmus” nebyl uznán jako oficiální národní hymna až do roku 1932, byl přesto velmi populární u části holandské populace a znovu se objevil při několika příležitostech v průběhu nizozemské historie, než získal jeho současný status.  Byla také hymnou Nizozemských Antil v letech 1954 až 1964.
„Wilhelmus” vznikl v holandském povstání, boji národa za dosažení nezávislosti na španělské říši. Vypráví o otci národa Vilémovi Oranžském, který byl v Nizozemsku pod španělským králem. V první osobě, jako by citoval sám sebe, mluví Vilém k Holanďanům jak o vzpouře, tak o svém vlastním, osobním boji: být věrný králi, aniž by byl nevěrný svému svědomí: sloužit Bohu a Holanďanům. V textu se Vilém srovnává s biblickým Davidem, který slouží pod tyranským králem Saulem. Tak jako milosrdný David porazí nespravedlivého Saula a Bůh mu ho odmění izraelským královstvím, tak i Vilém doufá, že bude odměněn královstvím. Jak "Wilhelmus", tak holandská vzpoura by měly být viděny ve světle reformace 16. století v Evropě a následné pronásledování protestantů španělskou inkvizicí v Nizozemí. Militantní hudba se ukázala jako velmi užitečná nejen při zesměšňování římských úředníků a represivních monarchů, ale také při vytváření třídně přesahující sociální soudržnosti. Úspěšným spojením žalmické postavy s politickou relevancí je „Wilhelmus” vynikajícím příkladem žánru.

## Historie hymny
Nizozemskou hymnou je královský „Vilém“, oficiálně přijatý v roce 1932. Autoři nejsou známí a titul pochází od jména nizozemského národního hrdiny, Viléma I. Oranžského. Je to jedna z nejstarších hymen na světě, která pochází ze staré francouzské vojenské písničky ze středověku. Na tak dávné časy ukazuje nepravidelnost melodie, zachycovaná orientačně do čtyřčtvrtečního, dvoučtvrtečního i tříčtvrtečního taktu. Text je akrostich: počáteční písmena slok tvoří jméno hrdiny – Willem van Nassov. Obsahem jsou si podobné sloky, brané z obou konců, tedy první a patnáctá, druhá a čtrnáctá atd. Nejdůležitější je osmá, prostřední sloka. V současnosti se zpívá první a šestá sloka (zvýrazněny).